# Marija Szerhijivna Koritceva
Marija Szerhijivna Koritceva (ukránul: Марія Сергіївна Коритцева; Kijev, 1985. május 25. –) ukrán teniszezőnő. 2000-ben kezdte profi pályafutását, eddig hat egyéni és tizenhét páros ITF-tornát nyert meg. Legjobb egyéni világranglista-helyezése ötvenedik volt, ezt 2008 augusztusában érte el.

## Eredményei Grand Slam-tornákon

### Egyéniben
| Torna           | 2009   | 2008   | 2007   |
| --------------- | ------ | ------ | ------ |
| Australian Open | 1. kör | 2. kör | -      |
| Roland Garros   |        | 1. kör | 1. kör |
| Wimbledon       |        | 1. kör | -      |
| U.S. Open       |        | 1. kör | -      |

## Év végi világranglista-helyezései
| Év       | 2001 | 2002 | 2003 | 2004 | 2005 | 2006 | 2007 | 2008 |
| Helyezés | 658. | 465. | 201. | 292. | 124. | 355. | 111. | 67.  |